# 미스 리 (영화)
"미스 리"는 1971년에 공개된 대한민국의 영화이다.

## 배역
- 윤정희
- 최무룡
- 장미화
- 전계현
- 백영민
- 이낙훈
- 한은진
- 전영주
- 신민경
- 김웅
- 이예성
- 조덕성
- 김승남
- 지용남
- 석인수